# Saint-Basile-le-Grand
Saint-Basile-le-Grand ist eine Stadt im Südwesten der kanadischen Provinz Québec. Sie liegt in der Verwaltungsregion Montérégie, etwa 22 km östlich von Montreal. Die Stadt gehört zur regionalen Grafschaftsgemeinde (municipalité régionale du comté) La Vallée-du-Richelieu, hat eine Fläche von 35,89 km² und zählt 17.059 Einwohner (Stand: 2016).

## Geographie
Saint-Basile-le-Grand liegt in der Region Rive-Sud im Tal des Rivière Richelieu. Dieser Nebenfluss des Sankt-Lorenz-Stroms bildet die östliche Stadtgrenze. Das Stadtzentrum selbst befindet sich rund vier Kilometer vom Flussufer entfernt, am Fuße des 218 Meter hohen und steil aufragenden Mont Saint-Bruno. Nachbargemeinden sind Saint-Mathieu-de-Belœil im Norden, Belœil und McMasterville im Nordosten, Saint-Mathias-sur-Richelieu im Osten, Carignan im Süden, Saint-Bruno-de-Montarville im Westen und Sainte-Julie im Nordwesten.

## Geschichte
Um einen Haltepunkt an der 1848 eröffneten Bahnstrecke Longueuil–Saint-Hyacinthe entwickelte sich östlich des Mont Saint-Bruno eine Siedlung. Da die nächstgelegene Kirche recht weit entfernt war, forderte der Landwirt Basile Daigneault mit einer Petition die Gründung einer neuen Pfarrei, was das Bistum 1870 genehmigte. Ein Jahr folgte die Gründung der Zivilgemeinde, benannt nach Daignaults Namenspatron Basilius dem Großen. 1876 wurde die in der Petition geforderte Kirche eingeweiht. Der Ort wuchs rasch, so dass man 1893 den Haltepunkt durch einen Bahnhof ersetzte. 1969 erhielt die Gemeinde den Stadtstatus. Am 23. August 1988 brannte ein PCB-Lager vollständig nieder; aufgrund der giftigen Dämpfe mussten über fünftausend Einwohner vorübergehend evakuiert werden. Die Stadt ist seit 2000 Mitglied des Zweckverbandes Communauté métropolitaine de Montréal.

## Bevölkerung
Gemäß der Volkszählung 2011 zählte Saint-Basile-le-Grand 16.736 Einwohner, was einer Bevölkerungsdichte von 463,6 Einw./km² entspricht. 93,7 % der Bevölkerung gaben Französisch als Hauptsprache an, der Anteil des Englischen betrug 2,7 %. Als zweisprachig (Französisch und Englisch) bezeichneten sich 0,9 %, auf andere Sprachen und Mehrfachantworten entfielen 2,7 %. Ausschließlich Französisch sprachen 51,0 %. Im Jahr 2001 waren 92,6 % der Bevölkerung römisch-katholisch, 2,5 % protestantisch und 3,9 % konfessionslos.

## Verkehr
Wichtigste Verkehrsader in Saint-Basile-le-Grand ist die Route 116, die westlich der Stadtgrenze zum Teil autobahnähnlich ausgebaut ist. Diese überregionale Hauptstraße verbindet Longueuil mit Victoriaville und Lévis. Parallel zur Route 116 verläuft die Haupteisenbahnlinie zwischen Montreal und der Provinzhauptstadt Québec. Auf dieser verkehren exo-Vorortszüge von/nach Mont-Saint-Hilaire. Die Stadt wird auch durch mehrere exo-Buslinien erschlossen.